# Hitoshi Nakamura
Hitoshi Nakamura (Japans: 中村　斉, Nakamura Hitoshi) (Yamaguchi, 1967) is een Japans componist, muziekpedagoog, pianist en violist.

## Levensloop
Nakamura studeerde piano, viool en compositie in Tokio. Hij was deelnemer van het 20e eeuw Akiyoshidai internationaal muziekseminar en festival en won in 1991 de Akiyoshidai internationale compositieprijs. Daarmee verbonden was de studiebeurs voor de deelname in 1991 aan de Darmstädter Ferienkurse für Neue Musik in Darmstadt. In 1994 werd hij uitgenodigd als docent voor dit seminar.
Hij is docent aan de Tokyo University of the Arts in Tokio. Tot zijn leerlingen behoorden onder anderen de Japanse saxofonist Shin-ichiro Hikosaka.
Als componist schrijft hij werken voor verschillende genres. De bekende Japanse blokfluitist Toshiya Suzuki (鈴木俊哉) speelde premières van zijn werken.

## Composities (selectie)

### Kamermuziek
- 1992 Drawing, voor basblokfluit  (Drawing werd geselecteerd voor het "International Society for Contemporary Music" (ISCM) festival 1995 Ruhr, Duitsland)
- 1993 Movement, voor basblokfluit
- 1995 Falsetto, voor dwarsfluit, cello en gitaar

- Virtual International Authority File: 119290144